# Vachellia etbaica
Vachellia etbaica is een boomsoort uit de vlinderbloemenfamilie (Leguminosae/Fabaceae). De soort staat op de Rode Lijst van de IUCN geklasseerd als 'niet bedreigd'.
Het is een struik of kleine boom met een open, vaak afgeplatte kroon. De boom kan een groeihoogte van 2,5 tot 12 meter bereiken. De plant heeft scherpe doorns die een lengte van 28 millimeter kunnen bereiken, deze groeien in paren. 
De soort komt voor in Afrika, van Zuidoost-Egypte tot in Tanzania. Verder komt de soort ook voor op het Arabisch schiereiland. De boom groeit in droge bossen, struwelen, met struikgewas begroeide halfwoestijnen en beboste graslanden. Hij groeit op hoogtes tussen zeeniveau en 1.800 meter.
De lokale bevolking gebruikt de boom voor lokale toepassingen. De boom levert geschikt hout en verder tannines. Bepaalde plantendelen zoals bast en bladeren hebben medicinale eigenschappen. In Noord-Ethiopië wordt het hout gebruikt als balken en pilaren om de zware aarden daken van lokale huizen te ondersteunen. 

## Synoniemen
- Acacia etbaica Schweinf.